# Doyen de Wells

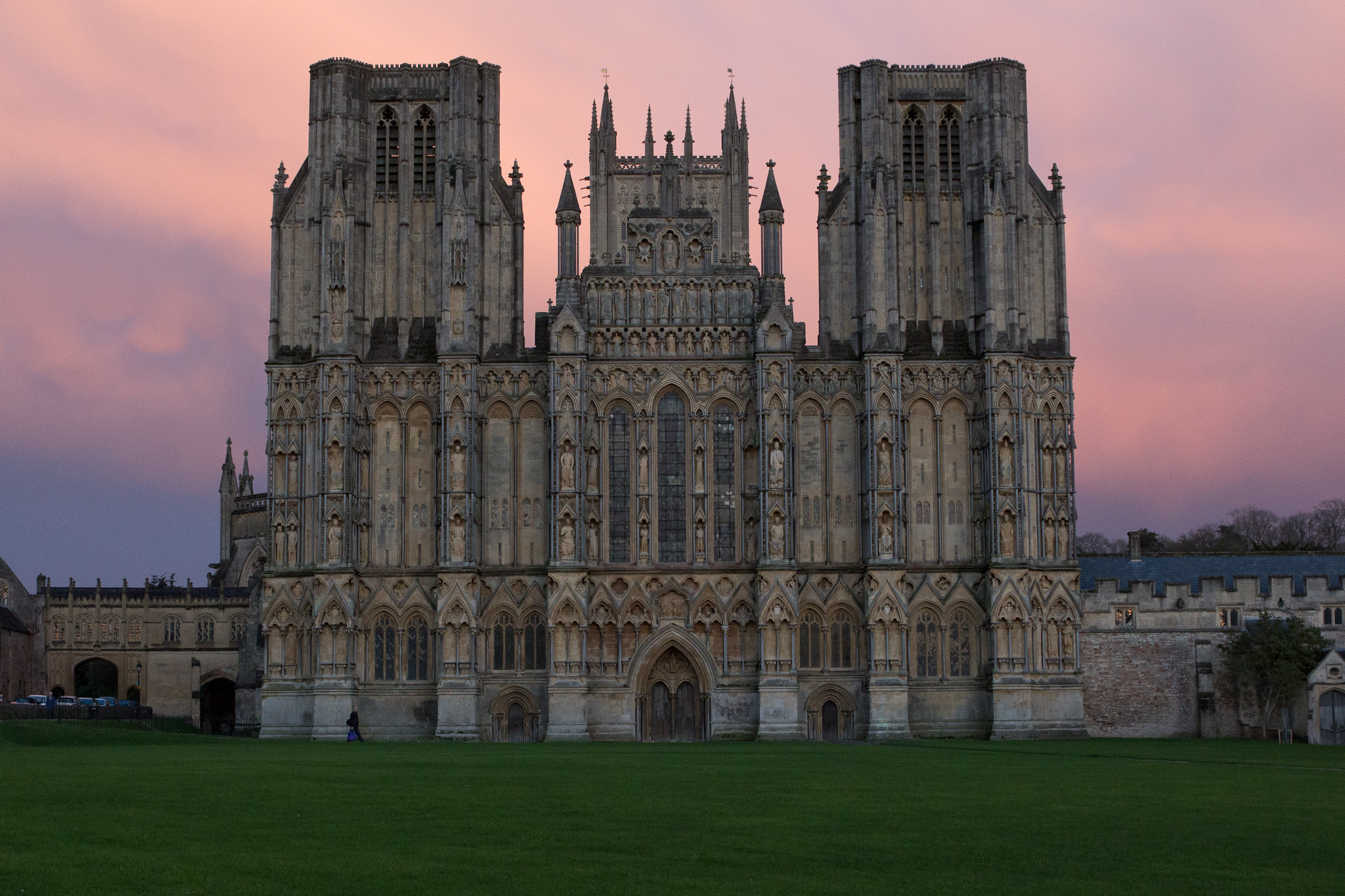
Cathédral de Wells

Le doyen de Wells (Dean of Wells en anglais) (primus inter pares - premier parmi ses pairs) est le chef du chapitre pour la Cathédrale de Wells dans le district de Mendip dans le Somerset en Angleterre. La résidence du doyen est The Dean's Lodging, 25 The Liberty, Wells.

## Liste des Doyens
| - 1140–1164: Ivo - 1164–1189: Richard of Spaxton - 1190–1213: Alexander - 1213–1216: Leonius - 1216–1219: Ralph of Lechlade - 1219–1236: Peter of Chichester - 1236–1241: William of Merton - 1241–1253: John Saracenus - 1254–1256: Giles of Bridport - 1256–1284: Edward of Cnoll - 1284–1292: Thomas Bytton - 1292–1295: William Burnell - 1295–1302: Walter Haselshaw - 1302–1305: Henry Husee - 1305–1333: John Godelee - 1333–1333: Richard of Bury - 1334–1335: Wibert of Littleton - 1335–1349: Walter of London - 1349–1350: Thomas Fastolf - 1350–1361: John of Carleton - 1361–1379: Stephen Penpel - 1379–1381: John Fordham - 1381–1396: Thomas Thebaud (of Sudbury) - 1397–1398: Henry Beaufort - 1398–1401: Nicholas Slake | - 1401–1410: Thomas Tuttebury - 1410–1413: Richard Courtenay - 1413–1413: Thomas Karneka - 1413–1423: Walter Medeford - 1423–1424: John Stafford - 1425–1446: John Forest - 1446–1467: Nicholas Carent - 1467–1472: William Witham - 1472–1498: John Gunthorpe - 1498–1525: William Cosyn - 1525–1529: Thomas Wynter (également Archidiacre de York, Archidiacre de Richmond (1526–1529), Archidiacre de Suffolk (1526–1529) et Archidiacre de Norfolk (à partir de 1529)) - 1529–1537: Richard Woleman - 1537–1540: Thomas Cromwell - 1540–1547: William Fitzjames (ou Fitzwilliam) - 1548–1550: John Goodman (privé) - 1551–1554: William Turner (privé) - 1554–1561: John Goodman (réintégré) - 1561–1568: William Turner (restauré) - 1570–1573: Robert Weston - 1574–1589: Valentine Dale - 1590–1602: John Herbert - 1602–1607: Benjamin Heydon - 1607–1621: Richard Meredith - 1621–1631: Ralph Barlow | - 1631–1641: George Warburton - 1642–1644: Walter Ralegh - 1660–1670: Robert Creighton - 1670–1704: Ralph Bathurst - 1704–1713: William Grahme (ou Graham) - 1713–1733: Matthew Brailsford - 1733–1736: Isaac Maddox - 1736–1738: John Harris - 1739–1766: Samuel Creswicke - 1766–1799: Lord Francis Seymour - 1799–1812: George Lukin - 1812–1831: Henry Ryder - 1831–1845: Edmund Goodenough - 1845–1854: Richard Jenkyns - 1854–1881: George Johnson - 1881–1891: Edward Plumptre - 1891–1911: Thomas Jex-Blake - 1911–1933: Armitage Robinson - 1933–1950: Richard Malden - 1951–1958: Frederic Harton - 1958–1962: Christopher Woodforde - 1962–1973: Irven Edwards - 1973–1989: Patrick Mitchell - 1990–2003: Richard Lewis - 2004–31 Décembre 2015 (ret.): John Clarke - 31 December 2015 – 20 November 2016: Andrew Featherstone (Acting) - 20 Novembre 2016 – present: John Davies |

## En lire plus
- Robinson, J. A., The First Deans of Wells (1921)